# Bubú de Gabela
El bubú de Gabela (Laniarius amboimensis) és un ocell de la família dels malaconòtids (Malaconotidae).

## Hàbitat i distribució
Viu entre la malesa del bosc i vegetació secundària de l'oest d'Angola central.